# Список премьер-министров Пакистана
Список премьер-министров Пакистана включает лиц, являвшихся главой правительства Пакистана после обретения им независимости в 1947 году, в том числе временных премьер-министров, ограниченно исполнявших обязанности глав Кабинета министров в период с роспуска Национального собрания до избрания и приведения к присяге нового премьер-министра.
В настоящее время главой правительства страны является Премьер-министр Пакистана (англ. Prime Minister of Pakistan, урду وزِیرِ اعظم پاکستان‎). Посвящённые Федеральному правительству статьи конституции, принятой в 1973 году, с 90 по 100, устанавливают, что президент назначает премьер-министра, кандидатуру которого рассматривает и избирает Национальное собрание (нижняя палата Парламента), и поручает ему сформировать кабинет министров. Глава правительства председательствует на заседаниях Кабинета, координирует и контролирует его деятельность, распределяет задачи между министрами. Премьер-министр занимает должность, пока пользуется доверием Национального собрания, и прекращает занимать с окончанием пятилетнего срока полномочий Собрания, передав некоторые свои полномочия временному премьер-министру (англ. Caretaker Prime Minister of Pakistan, урду نگران وزیر اعظم پاکستان‎), который возглавляет правительство вплоть до избрания на открывающей сессии Национального собрания нового премьер-министра и последующего приведения его к присяге перед президентом.
Использованная в первом столбце таблиц нумерация является условной; также условным является использование в первом столбце цветовой заливки, служащей для упрощения восприятия принадлежности лиц к различным политическим силам без необходимости обращения к столбцу, отражающему партийную принадлежность. Наряду с партийной принадлежностью, в столбце «Партия» также отражён беспартийный статус персоналий. В столбце «Выборы» отражены состоявшиеся выборные процедуры, сформировавшие состав парламента, утвердившего состав правительства или поддержавшего его. Для удобства список разделён на принятые в историографии периоды истории страны. Приведённые в преамбулах к каждому из разделов описания этих периодов призваны пояснить особенности её политической жизни.

## Пакистан (доминион, 1947—1956)
15 августа 1947 года провинции Британской Индии Западный Пенджаб, Синд, Белуджистан, Восточная Бенгалия и Северо-Западная пограничная провинция были провозглашены доминионом Пакистан (англ. Pakistan, урду پاکستان‎).
Сразу после создания доминиона Учредительное собрание приступило к разработке конституции. Большинство мест в Собрании получила партия Мусульманская лига, выступавшая за сохранение единства страны. Однако в трёх провинциях (Синде, Белуджистане и Восточной Бенгалии) возникло движение за проведение административно-территориальной реформы и предоставление провинциям автономии. Обострилась ситуация и вокруг княжества Кашмир, не входившего в состав Индии и Пакистана. Последний рассматривал договор о включении населённого преимущественно мусульманами княжества в состав Индии как угрозу пакистанской государственности. 22 октября 1947 года вооружённые отряды Пакистана начали вторжение в регион, приведшее к первой индо-пакистанской войне. При посредничестве ООН 1 января 1949 года вступило в силу перемирие между Индией и Пакистаном, которому перешла под контроль западная часть Кашмира.
После смерти генерал-губернатора Мухаммеда Али Джинны и убийства его соратника, премьер-министра Лиаката Али Хана, усилилась политическая нестабильность в стране. Отказ правительства гарантировать гражданские права населения и социально-экономические проблемы привели к выходу из Мусульманской лиги её членов, создавших впоследствии оппозиционные партии. В марте 1954 года в выборах в Законодательное собрание Восточной Бенгалии Мусульманская лига проиграла оппозиции, получившей большинство мест. Чтобы удержать страну партия разогнала местное правительство и объявила о чрезвычайном положении. В октябре Учредительное собрание было распущено. Для ослабления политического значения Восточной Бенгалии правительство пошло на объединение четырёх провинций в одну — Западный Пакистан. В июне 1955 года было восстановлено Учредительное собрание, принявшее в феврале 1956 года конституцию, в соответствии с которой Пакистан провозглашался исламской республикой.
|        | Портрет | Имя (годы жизни)                                                                               | Полномочия      | Полномочия      | Партия             | Пр.   |
| Начало | Портрет | Имя (годы жизни)                                                                               | Окончание       |                 | Партия             | Пр.   |
| ------ | ------- | ---------------------------------------------------------------------------------------------- | --------------- | --------------- | ------------------ | ----- |
| 1      |         | Лиакат Али Хан (1895—1951) англ. Liaquat Ali Khan урду لیَاقَتْ عَلِیّ خَانْ‎                           | 15 августа 1947 | 16 октября 1951 | Мусульманская лига | [ 4 ] |
| 2      |         | Хаваджа Назимуддин (1894—1964) англ. Khawaja Nazimuddin урду خواجہ ناظم الدین‎ бенг. খাজা নাজিমুদ্দীন  | 17 октября 1951 | 17 апреля 1953  | Мусульманская лига | [ 5 ] |
| 3      |         | Мухаммед Али Богра (1909—1963) англ. Mohammad Ali Bogra урду محمد علی بوگرا‎ бенг. মোহাম্মদ আলী বগুড়া | 17 апреля 1953  | 11 августа 1955 | Мусульманская лига | [ 6 ] |
| 4      |         | Чоудхури Мухаммед Али (1905—1980) англ. Chaudhri Muhammad Ali урду چوہدری محمد علی‎             | 11 августа 1955 | 23 марта 1956   | Мусульманская лига | [ 6 ] |

## Исламская Республика Пакистан (с 1956)
В феврале 1956 года Учредительное собрание приняло конституцию, в соответствии с которой страна провозглашалась Исламской Республикой Пакистан (англ. Islamic Republic of Pakistan, урду اسلامی جمہوریہ پاكستان‎, бенг. ইসলামি প্রজাতন্ত্রী পাকিস্তান), генерал-губернатор был приведён к присяге в качестве президента, а Собрание распускалось, передав полномочия Национальному собранию. Устанавливались всеобщие прямые выборы в парламент, ответственность правительства перед ним, представительский характер полномочий президента. В сентябре сформировано коалиционное правительство, которое не смогло разрешить правительственный кризис, приведший в октябре 1958 года к военному перевороту. Действие конституции было приостановлено, политические партии запрещены, а ключевые посты в гражданской администрации заняли военные. 27 октября генерал Мухаммед Айюб Хан взял на себя обязанности президента страны и главы исполнительной власти.
Новая конституция, обнародованная 1 марта 1962 года, провозглашала страну президентской Республикой Пакистан (англ. Republic of Pakistan, урду جمہوریہ پاكستان‎, бенг. প্রজাতন্ত্রী পাকিস্তান). В апреле проведены выборы в парламент, 8 июня президент объявил об отмене военного положения и введении в действие конституции, 16 июля разрешена деятельность политических партий. В январе 1964 года в конституцию внесены поправки, вернувшие прежнее название страны, — Исламская Республика Пакистан (англ. Islamic Republic of Pakistan, урду اسلامی جمہوریہ پاكستان‎, бенг. ইসলামি প্রজাতন্ত্রী পাকিস্তান). В конце 1968 года все политические партии выступили с призывом восстановить парламентскую форму правления. В марте 1969 года на фоне восстания в Восточном Пакистане Айюб Хан сложил с себя президентские полномочия, передав власть главнокомандующему пакистанской армии генералу Ага Мухаммеду Яхья Хану. В декабре 1970 года на парламентских выборах победила Пакистанская народная партия (ПНП), потребовавшая от военных передать власть большинству депутатов Национального собрания и законодательно закрепить права автономии Восточного Пакистана. Отказ военных подчиниться привёл к обострению политического кризиса, и в марте 1971 года провинция провозгласила себя независимой Народной Республикой Бангладеш. Провал попытки Яхья Хана вернуть Бангладеш военным путём заставил его уйти в отставку. Страну возглавил лидер ПНП Зульфикар Али Бхутто.
14 августа 1973 года вступила в силу новая конституция, в соответствии с которой Пакистан стал федеративной парламентской республикой. Президент утратил право назначать премьер-министров, перестал быть верховным главнокомандующим и главой исполнительной власти, которая сосредоточилась в руках премьер-министра, избираемого Национальным собранием — нижней палатой Парламента. В марте 1977 года состоялись выборы в законодательный орган, победу в которых одержала ПНП, однако оппозиционный блок Пакистанский национальный альянс (ПНА) не признал результаты выборов и развернул кампанию протеста. В ответ на это премьер-министр Зульфикар Али Бхутто арестовал лидеров ПНА и ввёл в стране чрезвычайное положение. В условиях внутриполитического кризиса пакистанские военные во главе с генералом Мухаммедом Зия-уль-Хаком совершили в июле 1977 года государственный переворот, арестовав Бхутто и членов правительства, приостановив действие конституции и распустив Национальное собрание. В сентябре 1978 года Зия-уль-Хак принял на себя обязанности главы государства. В декабре 1985 года было восстановлено действие конституции, отменено чрезвычайное положение. Однако после гибели Зия-уль-Хака в августе 1988 года оно было вновь введено. В ноябре проведены выборы в Национальное собрание, а в декабре избран президент — Гулам Исхак Хан. Новое правительство, возглавляемое лидером ПНП Беназир Бхутто, отменило чрезвычайное положение, сняло запрет с деятельностьи профсоюзов, освободило политзаключённых.
В апреле 1993 года Исхак Хан попытался распустить правительство и Национальное собрание. Отстранённые члены кабинета министров опротестовали действия президента в Верховном суде, который 26 мая объявил указ главы государства недействительным. Для стабилизации обстановки Исхак Хан подал в отставку. На внеочередных президентских выборах победил Фарук Легари, сформировано правительство под руководством Беназир Бхутто (отстранённой в 1990 году аналогичными действиями Исхака Хана). В ноябре 1996 года конфронтация президента и премьер-министра в очередной раз привела к увольнению кабинета министров и роспуску Национального собрания. По итогам досрочных парламентских выборов в феврале 1997 года сформировано новое правительство в основном из членов партии «Пакистанской мусульманской лиги — Наваза» (ПМЛ—Н). Под давлением военных 2 декабря Легари ушёл в отставку, а его место занял сенатор от ПМЛ (Н) Рафик Тарар. Однако в июне 2001 года Таррар был вынужден покинуть пост президента из-за конфликта между правительством и начальником штаба Сухопутных сил генерала Первезом Мушаррафом, организовавшим в октябре 1999 года военный переворот и арестовавшим премьер-министра Наваза Шарифа. Возглавивший страну Мушарраф в октябре 2007 года был переизбран на пятилетний срок. Однако на парламентских выборах в феврале 2008 года победила оппозиционная Пакистанская народная партия, и президент во избежание импичмента 18 августа подал в отставку. Новым главой государства был избран сопредседатель ПНП Асиф Али Зардари. В 2010 году Национальное собрание одобрило поправки к конституции, согласно которым в стране восстанавливалась парламентская форма правления, ограничивались полномочия президента, реформировались судебная и избирательная системы.
| | Портрет       | Имя (годы жизни)                                                                                                 | Полномочия       | Полномочия       | Партия                                        | Выборы                    | Кабинет                  | Пр.    |
| Начало | Портрет       | Имя (годы жизни)                                                                                                 | Окончание        |                  | Партия                                        | Выборы                    | Кабинет                  | Пр.    |
| --- | ------------- | --- | ---------------- | ---------------- | --------------------------------------------- | ------------------------- | ------------------------ | ------ |
| (4) |               | Чоудхури Мухаммед Али (1905—1980) англ. Chaudhri Muhammad Ali урду چوہدری محمد علی‎                               | 23 марта 1956    | 12 сентября 1956 | Мусульманская лига                            | [ комм. 6 ]               | Чоудхури                 | [ 6 ]  |
| 5 |               | Шахид Хусейн Сухраварди (1893—1963) англ. Huseyn Shaheed Suhrawardy урду حسین شہید سہروردی‎ бенг. হোসেন শহীদ সোহ্‌রাওয়ার্দী | 12 сентября 1956 | 17 октября 1957  | Народная лига                                 | [ комм. 6 ]               | Сухраварди               | [ 7 ]  |
| 6 |               | Ибрахим Исмаил Чундригар (1897—1960) англ. Ibrahim Ismail Chundrigar урду ابراہیم اسماعیل چندریگر‎                | 17 октября 1957  | 16 декабря 1957  | Мусульманская лига                            | [ комм. 6 ]               | Чундригар                | [ 8 ]  |
| 7 |               | Фероз Хан Нун (1893—1970) англ. Feroz Khan Noon урду فیروز خاں نون‎                                               | 16 декабря 1957  | 7 октября 1958   | Республиканская партия                        | [ комм. 6 ]               | Нун                      | [ 9 ]  |
| С 7 октября 1958 года по 7 декабря 1971 года — должность упразднена (правительство подчинено непосредственно президенту Пакистана)                   |               | |                  |                  |                                               |                           |                          |        |
| 8 |               | Нурул Амин (1893—1974) англ. Nurul Amin урду نور الامین‎ бенг. নূরুল আমীন                                            | 7 декабря 1971   | 20 декабря 1971  | Пакистанская демократическая партия           | 1970                      | Амин                     | [ 10 ] |
| С 20 декабря 1971 года по 14 августа 1973 года — должность упразднена (правительство подчинено непосредственно президенту Пакистана)                 |               | |                  |                  |                                               |                           |                          |        |
| 9 (I—II) |               | Зульфикар Али Бхутто (1928—1979) англ. Zulfikar Ali Bhutto урду ذوالفقار علی بھٹو‎                                | 14 августа 1973  | 30 марта 1977    | Пакистанская народная партия                  | [ комм. 9 ]               | Зульфикар Али Бхутто (I) | [ 11 ] |
| 9 (I—II) | 30 марта 1977 | Зульфикар Али Бхутто (1928—1979) англ. Zulfikar Ali Bhutto урду ذوالفقار علی بھٹو‎                                | 5 июля 1977      | 1977             | Пакистанская народная партия                  | Зульфикар Али Бхутто (II) |                          | [ 11 ] |
| С 5 июля 1977 года по 24 марта 1985 года — должность упразднена (правительство подчинено непосредственно президенту Пакистана)                       |               | |                  |                  |                                               |                           |                          |        |
| 10 |               | Мухаммед Хан Джунеджо (1932—1993) англ. Muhammad Khan Junejo урду محمد خان جونیجو‎                                | 24 марта 1985    | 29 мая 1988      | беспартийный                                  | 1985                      | Джунеджо                 | [ 12 ] |
| С 29 мая по 2 декабря 1988 года — должность вакантна                                                                                                 |               | |                  |                  |                                               |                           |                          |        |
| 11 (I) |               | Беназир Бхутто (1953—2007) англ. Benazir Bhutto урду بينظير بُھٹو‎                                                 | 2 декабря 1988   | 6 августа 1990   | Пакистанская народная партия                  | 1988                      | Беназир Бхутто (I)       | [ 13 ] |
| и. о. |               | Гулам Мустафа Джатой (1931—2009) англ. Ghulam Mustafa Jatoi урду غلام مصطفى جتوئی‎                                | 6 августа 1990   | 6 ноября 1990    | Национальная народная партия                  | 1988                      | Джатой                   | [ 14 ] |
| 12 (I) |               | Миан Мохаммад Наваз Шариф (1949—) англ. Mian Muhammad Nawaz Sharif урду میاں محمد نواز شریف‎                      | 6 ноября 1990    | 18 апреля 1993   | Пакистанская мусульманская лига — Наваза      | 1990                      | Наваз Шариф (I)          | [ 15 ] |
| и. о. |               | Балах Шер Мазари (1928—2022) англ. Balakh Sher Mazari урду بلخ شیر مزاری‎                                         | 18 апреля 1993   | 26 мая 1993      | Пакистанская народная партия                  | 1990                      | Мазари                   | [ 16 ] |
| 12 (I) |               | Миан Мохаммад Наваз Шариф (1949—) англ. Mian Muhammad Nawaz Sharif урду میاں محمد نواز شریف‎                      | 26 мая 1993      | 18 июля 1993     | Пакистанская мусульманская лига — Наваза      | 1990                      | Наваз Шариф (I)          | [ 15 ] |
| и. о. |               | Моинуддин Ахмед Куреши (1930—2016) англ. Moeenuddin Ahmad Qureshi урду معین الدین احمد قریشی‎                     | 18 июля 1993     | 19 октября 1993  | беспартийный                                  | 1990                      | Куреши                   | [ 17 ] |
| 11 (II) |               | Беназир Бхутто (1953—2007) англ. Benazir Bhutto урду بينظير بُھٹو‎                                                 | 19 октября 1993  | 5 ноября 1996    | Пакистанская народная партия                  | 1993                      | Беназир Бхутто (II)      | [ 13 ] |
| и. о. |               | Малик Мерадж Халид (1916—2003) англ. Malik Meraj Khalid урду ملک معراج خالد‎                                      | 5 ноября 1996    | 17 февраля 1997  | беспартийный                                  | 1993                      | Халид                    | [ 18 ] |
| 12 (II) |               | Миан Мохаммад Наваз Шариф (1949—) англ. Mian Muhammad Nawaz Sharif урду میاں محمد نواز شریف‎                      | 17 февраля 1997  | 12 октября 1999  | Пакистанская мусульманская лига — Наваза      | 1997                      | Наваз Шариф (II)         | [ 15 ] |
| С 12 октября 1999 года по 23 ноября 2002 года — должность упразднена (правительство подчинено непосредственно главе исполнительной власти Пакистана) |               | |                  |                  |                                               |                           |                          |        |
| 13 |               | Зафарулла Хан Джамали (1944—2020) англ. Zafarullah Khan Jamali урду ظفراللہ خان جمالی‎                            | 23 ноября 2002   | 30 июня 2004     | Пакистанская мусульманская лига — Каид-и-Азам | 2002                      | Джамали                  | [ 19 ] |
| 14 |               | Чоудхри Шуджат Хусейн (1945—) англ. Chaudhry Shujaat Hussain урду چوہدری شجاعت حسین‎                              | 30 июня 2004     | 23 августа 2004  | Пакистанская мусульманская лига — Каид-и-Азам | 2002                      | Хусейн                   | [ 20 ] |
| 15 |               | Шаукат Абдул Азиз (1949—) англ. Shaukat Abdul Aziz урду شوکت عبد عزیز‎                                            | 28 августа 2004  | 16 ноября 2007   | Пакистанская мусульманская лига — Каид-и-Азам | 2002                      | Азиз                     | [ 21 ] |
| и. о. |               | Мухаммед Миан Сомро (1950—) англ. Muhammad Mian Soomro урду محمد میاں سومرو‎                                      | 16 ноября 2007   | 25 марта 2008    | Пакистанская мусульманская лига — Каид-и-Азам | 2002                      | Сомро                    | [ 22 ] |
| 16 |               | Юсуф Реза Гилани (1952—) англ. Yusuf Raza Gilani урду یوسف رضا گیلانی‎                                            | 25 марта 2008    | 19 июня 2012     | Пакистанская народная партия                  | 2008                      | Гилани                   | [ 23 ] |
| 17 |               | Раджа Первез Ашраф (1950—) англ. Raja Pervaiz Ashraf урду راجہ پرویز اشرف‎                                        | 22 июня 2012     | 25 марта 2013    | Пакистанская народная партия                  | 2008                      | Ашраф                    | [ 24 ] |
| и. о. |               | Мир Хазар Хан Хосо (1929—2021) англ. Mir Hazar Khan Khoso урду مير هزار خان کوسو‎                                 | 25 марта 2013    | 5 июня 2013      | беспартийный                                  | 2008                      | Хосо                     | [ 25 ] |
| 12 (III) |               | Миан Мохаммад Наваз Шариф (1949—) англ. Mian Muhammad Nawaz Sharif урду میاں محمد نواز شریف‎                      | 5 июня 2013      | 28 июля 2017     | Пакистанская мусульманская лига — Наваза      | 2013                      | Наваз Шариф (III)        | [ 15 ] |
| 18 |               | Шахид Хакан Аббаси (1958—) англ. Shahid Khaqan Abbasi урду شاہد خاقان عباسی‎                                      | 1 августа 2017   | 1 июня 2018      | Пакистанская мусульманская лига — Наваза      | 2013                      | Аббаси                   | [ 26 ] |
| и. о. |               | Насирул Мульк (1950—) англ. Nasirul Mulk урду ناصر الملک‎                                                         | 1 июня 2018      | 18 августа 2018  | беспартийный                                  | 2013                      | Мульк                    | [ 27 ] |
| 19 |               | Имран Ахмед Хан Ниязи (1952—) англ. Imran Ahmed Khan Niazi урду عمران احمد خان نیازی‎                             | 18 августа 2018  | 11 апреля 2022   | Пакистанское движение за справедливость       | 2018                      | Хан                      | [ 28 ] |
| 20 (I) |               | Миан Мухаммад Шахбаз Шариф (1951—) англ. Mian Muhammad Shehbaz Sharif урду میاں محمد شہباز شریف‎                  | 11 апреля 2022   | 14 августа 2023  | Пакистанская мусульманская лига — Наваза      | 2018                      | Шахбаз Шариф (I)         | [ 29 ] |
| и. о. |               | Анвар-уль-Хак Какар (1971—) англ. Anwaar-ul-Haq Kakar урду انوار الحق کاکڑ‎                                       | 14 августа 2023  | 4 марта 2024     | беспартийный                                  | 2018                      | Какар                    | [ 30 ] |
| 20 (II) |               | Миан Мухаммад Шахбаз Шариф (1951—) англ. Mian Muhammad Shehbaz Sharif урду میاں محمد شہباز شریف‎                  | 4 марта 2024     | действующий      | Пакистанская мусульманская лига — Наваза      | 2024                      | Шахбаз Шариф (II)        | [ 29 ] |